# Fernando Hernández Leyva
Fernando Hernández Leyva (30 de noviembre de 1964, en Cuernavaca, Morelos, México) es un asesino en serie mexicano. Fue condenado en 1986, por 33 cargos de homicidio cometidos en cinco estados distintos de la Unión mexicana, pero confesó haber asesinado a alrededor de 100 personas, se sospecha que su número real de víctimas asciende a 137 (convirtiéndolo en uno de los asesinos seriales más prolíficos de la historia de México). Era un asesino organizado, nómada y hedonista, motivado por interés.

## Biografía
No se sabe mucho sobre su infancia, por lo que no puede estar seguro de lo que le llevó a desarrollar un comportamiento violento, lo que dio lugar a más de 100 asesinatos y seis secuestros. El número real de víctimas que se estima que han muerto por manos de Fernando Hernández es de 137, pero a medida que pasa el tiempo y continuar las investigaciones, este número va en aumento. Durante un período de 13 años, fue arrestado en dos ocasiones y logró escapar dos veces de su celda. En 1996 fue arrestado de nuevo, pero esta vez no trató de escapar. Trató de suicidarse ahorcándose en su celda de la prisión que no tenía el resultado que esperaba, ya que él era un hombre de 300 libras. Como resultado de ello, la cuerda se rompió y sufrió algunas lesiones menores. Más tarde ese mismo momento, un examen psicológico, refiriéndose a Fernando Hernández, se llevó a cabo por la policía y llegó a la conclusión de que era un psicópata que asesinó por placer.

## Aprehensión
Cuando las autoridades mexicanas informaron que habían detenido a un sujeto que afirmaba haber matado a más de 100 personas, muchos dudaron que esto fuera cierto, ya que no se tenía registro de la mayor parte de dichos crímenes. Poco a poco, sin embargo, fue surgiendo la verdad. Hernández Leyva fue capturado por primera ocasión en 1982 pero escapó de custodia. El 23 de septiembre de 1996, junto con un cómplice de nombre Ramón Campos Gudiño, robaron una camioneta en Lomas de Zapopan, siendo perseguidos por la policía después del robo. En su desesperación ingresó en una casa y tomó de rehenes a una familia y al reportero Carlos Cabello Wallace, quien estaba cubriendo el evento en vivo. Tras siete horas de negociaciones se entregó, siendo su arresto definitivo. La toma de rehenes y su posterior aprensión fueron transmitidas por televisión.
Hernández Leyva, apodado “Pancho López”, apareció ante las cámaras de televisión y confesó haber matado a más de 100 personas. Los crímenes fueron cometidos en cuatro estados diferentes del país, y cuando le preguntaron a Hernández Leyva por qué lo había hecho dijo “los maté porque tenía que hacerlo. No sé hacer otra cosa”.

## Juicio y condena
Poco después, comenzó el juicio de Hernández Leyva. Se le acusó, junto con tres cómplices, de varios cargos de robo y secuestro, además de los 137 asesinatos que terminaron imputándosele. Los crímenes, según las autoridades, fueron cometidos a lo largo de varios años en los estados de Morelos, Jalisco, Colima, Guanajuato y Michoacán. Poco después, sin embargo, el acusado habría de retractarse de sus declaraciones, y aunque admitió haber raptado a un periodista y matado a un oficial de policía, dijo que los agentes judiciales lo habían golpeado para que confesara, y que además lo amenazaron con violar a su esposa si no se declaraba culpable de los crímenes. Las autoridades, sin embargo, no hicieron ningún comentario acerca de las declaraciones de Leyva.
Cuando Hernández Leyva fue transferido a una penitenciaría del estado de Morelos, hubo protestas públicas de personas que querían hacer justicia por su propia mano. El criminal fue puesto en máxima vigilancia dado que tenía antecedentes de haber escapado de prisión en dos ocasiones anteriores. El fiscal, José Leonardo Castillo Pombo dijo que a pocos días de haberse iniciado las investigaciones, el conteo de muertes que se le achacaban a Hernández Leyva comenzó a crecer de manera alarmante.
En abril de 1999, Hernández Leyva intentó suicidarse en su celda. Sin embargo, el peso de Hernández hizo que la cuerda improvisada se rompiera (Hernández Leyva pesaba más de 150 kilos) y no sufrió sino abrasiones en el cuello.
Poco más se sabe del caso de Fernando Hernández Leyva. Actualmente se encuentra en el reclusorio de “La Palma” y, si cumple su condena completa, saldrá libre en el 2049, a los 84 años de edad.